# История франкмасонства от возникновения его до настоящего времени
«История франкмасонства от возникновения его до настоящего времени» — книга по истории масонства Иосифа Габриэля Финделя (1828—1905).

## Издание
Книга издана в двух томах в Санкт-Петербурге. Первый том вышел в 1872 года, второй — в 1874, в типографии Н. Скарятина.
Профессиональный новодельный переплет, кожаный бинтовой корешок с золотым тиснением, новодельные форзацы. Сохранность хорошая. Издание Финделя было переведено с немецкого языка под редакцией В. М. Ильина.

## Содержание
Книга впервые изданная на русском языке, в которой исследуется масонство за весь период его существования. Роль масонства в культуре и европейской истории, как в XVIII веке, так и в России. Появление новой литературы в России благодаря деятельности активной переводческой деятельности масонов. Информация о масонстве долгое время была мало изучена, так как сами масоны не спешили раскрывать свои тайны, поэтому общество и власть имущие испытывали некий страх перед обществом масонов. Учение и идеология, концепции масонства были чужды политических целей, не испытывая к религиям интереса, не привнося опасности ни церкви, ни государству. Масонство, в первую очередь — нравственное и умственное совершенствование человека. Всё остальное малозначительно и несущественно и представляет для масонства лишь искажение его учения.
Книга представляет одну из первых попыток сделать историю масонства открытой для широкой читающей общественности, которая не имела практически вообще никакого представления о масонстве. Финделем даются точные ссылки на работы и материалы, которыми пользуется, что позволяет сличить достоверность с публикациями использованными в работе. В первом томе помещена начальная история масонства: возникновение оперативных каменщических гильдий, профессиональных союзов вольных каменщиков в германских княжествах и Англии, детально рассматривается первый период существования масонских лож (1717—1783) в странах Европы и Америки. Отдельной характеристики удостаиваются ложи южных и северных стран Европы. Старейшие национальные ложи, в которых изначально появилось масонство, имели свои собственные ритуалы и традиции, распространявшиеся на провинциальные Великие Ложи в других странах. В числе этих стран и Россия. Повествуется об истории возникновения масонских лож в Российской империи и о деятельности выдающихся масонов: Новикова, Елагина, Шварца, Трубецкого и многих других. Если в начальный период масонство было распространено в основном в Европе, и очень широко представлено в Америке, то в последующем оно проникает на все континенты и во многие страны. Рассказывая о каждом периоде, Финдель представляет особую масонскую литературу, возникшую в ту эпоху. Он показывает, что масонство всегда имело влияние только внутри лож и никогда не выходило за его пределы. С другой, что его идеалы и цели не получили должной оценки в обществе и воплощения. Финдель видит необходимость реформ масонства и объединения лож в разных странах в единую и более стройную систему, провозглашающую общие идеалы и ценности.
В приложениях помещены интересные документы, относящиеся к истории масонства. Например, Устав немецких каменотесов 1459 года, или выдержки из исследования об Ордене Храмовников (Тамплиеров). Во втором томе освещена история масонства в два последующих периода: с 1783 по 1814 годы и с 1814 по 1861 годы.

## Характеристики
Издательство: Типографии Н. Скарятина.
Год издания: 1872
Место издания: Санкт-Петербург
Жанр : монография
Язык текста: русский
Язык оригинала: русский дореформенный
Страниц: Том I — 424 с.; Том II — 384 с. (808 с.)

## Переиздание
Издательство: «Альфарет», Санкт-Петербург, 2007 год.